# 秋田県道294号仙ノ台桧山線
秋田県道294号仙ノ台桧山線（あきたけんどう294ごう せんのだいひやません）は、秋田県能代市を通る一般県道である。

## 概要
田代川・濁川の分岐点、能代市二ツ井町小掛字仙ノ台から路線が始まり、濁川沿いに約3キロメートル南下し、秋田県道314号濁川上岩川線の交点で右折する。先は冬期間通行止めになる未舗装区間で、山本郡三種町と能代市の境界線上を通過し、檜山川の上流から川沿いに北上し、能代市母体の羽立から舗装区間が始まる。そのまま川沿いに下流まで進むと能代市桧山の秋田県道4号能代五城目線交点に至る。

### 路線データ
- 総延長 : 18.481 km[2]
- 実延長 : 18.481 km[2]
- 起点 : 秋田県能代市二ツ井町小掛字仙ノ台10番6（秋田県道203号高屋敷茶屋下線交点）[3]北緯40度8分25.73秒 東経140度12分54.65秒
- 終点 : 秋田県能代市桧山字川向105番1（秋田県道4号能代五城目線交点）[3]北緯40度10分22.72秒 東経140度6分35.37秒
- 未供用区間 : なし[2]

## 歴史
- 1977年（昭和52年）3月19日 - 秋田県道に認定される[3]。

## 路線状況

### 冬期閉鎖区間
- 区間 : 能代市二ツ井町菅沢 - 能代市高山下[4]
  - 期日 : 12月 - 5月下旬[5]

### 交通不能区間
- なし[6]

## 地理

### 交差する道路
| 施設名 | 接続路線名                          | 備考          | 所在地                                                      |
| ------ | ----------------------------------- | ------------- | ----------------------------------------------------------- |
|        | 秋田県道203号高屋敷茶屋下線         | 起点          | 能代市二ツ井町小掛字仙ノ台                                  |
|        | 秋田県道314号濁川上岩川線           | 県道314号起点 | 能代市二ツ井町濁川字菅ノ沢北緯40度7分5.5秒 東経140度12分5秒 |
|        | 林道幟山線（羽州街道）              | 林道起点      | 能代市桧山字寺田                                            |
|        | 秋田県道4号能代五城目線（羽州街道） | 終点          | 能代市桧山字川向                                            |

### 沿線の施設
- 檜山安東氏城館跡（秋田県指定史跡）：市道経由
- 檜山追分旧羽州街道松並木（秋田県指定史跡）：終点から県道4号経由